# David Charles Cunier
David Charles Henry Cunier est un homme politique français né le 14 septembre 1762 à Rhinau (Alsace) et mort le 31 octobre 1828 à Bouxwiller (Haut-Rhin).

## Biographie
Pasteur luthérien, il est président du district de Haguenau puis du département du Bas-Rhin. Il est élu député au Conseil des Cinq-Cents le 25 germinal an VI. Il est sous-préfet de Barr de 1800 à 1815.

## Sources
- « David Charles Cunier », dans Adolphe Robert et Gaston Cougny, Dictionnaire des parlementaires français, Edgar Bourloton, 1889-1891 [détail de l’édition]